# Terre de nos aïeux
Terre de nos aïeux (”Våra förfäders land”) är Togos nationalsång. Sången kallas ibland Salut à toi, pays de nos aïeux efter inledningsraden. Text och musik skrevs av Alex Casimir-Dosseh, och sången antogs som nationalsång vid självständigheten från Frankrike 1960. Texten är på franska. Mellan 1979 och 1992, under Gnassingbé Eyadémas diktatur, användes en annan nationalsång.

## Text
Salut à toi pays de nos aïeux,
Toi que les rendait forts,
Paisibles et joyeux,
Cultivant vertu, vaillance,
Pour la prospérité
Que viennent les tyrans,
Ton cœur soupire vers la liberté,
Togo debout, luttons sans défaillance,
Vainquons ou mourons,mais dans la dignité,
Grand Dieu, toi seul nous a exaltés,
Du Togo pour la prospérité,
Togolais viens, bâtissons la cité.
Dans l’unité nous voulons te servir,
C’est bien là de nos cœurs,le plus ardent désir,
Clamons fort notre devise,
Que rien ne peut ternir.
Seul artisan de ton bonheur, ainsi que de ton avenir,
brisons partout les chaînes de la traîtrise,
Et nous te jurons toujours fidélité,
Et aimer servir, se dépasser,
Faire encore de toi sans nous lasser,
Togo chéri, l’or de l’humanité.
Salut, salut à l'Univers entier
Unissons nos efforts sur l'immense chantier
D'où naîtra toute nouvelle
La Grande Humanité
Partout au lieu de la misère, apportons la félicité.
Chassons du monde la haine rebelle
Finis l'esclavage et la Captivité
A l'étoile de la liberté,
Renouons la solidarité
Des Nations dans la fraternité